# JP Leblanc
 (juin 2021).
La mise en forme du texte ne suit pas les recommandations de Wikipédia : il faut le « wikifier ».
Les points d'amélioration suivants sont les cas les plus fréquents. Le détail des points à revoir est peut-être précisé sur la page de discussion.
- Les titres sont pré-formatés par le logiciel. Ils ne sont ni en capitales, ni en gras.
- Le texte ne doit pas être écrit en capitales (les noms de famille non plus), ni en gras, ni en italique, ni en « petit »…
- Le gras n'est utilisé que pour surligner le titre de l'article dans l'introduction, une seule fois.
- L'italique est rarement utilisé : mots en langue étrangère, titres d'œuvres, noms de bateaux, etc.
- Les citations ne sont pas en italique mais en corps de texte normal. Elles sont entourées par des guillemets français : « et ».
- Les listes à puces sont à éviter, des paragraphes rédigés étant largement préférés. Les tableaux sont à réserver à la présentation de données structurées (résultats, etc.).
- Les appels de note de bas de page (petits chiffres en exposant, introduits par l'outil «  Source ») sont à placer entre la fin de phrase et le point final[comme ça].
- Les liens internes (vers d'autres articles de Wikipédia) sont à choisir avec parcimonie. Créez des liens vers des articles approfondissant le sujet. Les termes génériques sans rapport avec le sujet sont à éviter, ainsi que les répétitions de liens vers un même terme.
- Les liens externes sont à placer uniquement dans une section « Liens externes », à la fin de l'article. Ces liens sont à choisir avec parcimonie suivant les règles définies. Si un lien sert de source à l'article, son insertion dans le texte est à faire par les notes de bas de page.
- La présentation des références doit suivre les conventions bibliographiques. Il est recommandé d'utiliser les modèles {{Ouvrage}}, {{Chapitre}}, {{Article}}, {{Lien web}} et/ou {{Bibliographie}}. Le mode d'édition visuel peut mettre en forme automatiquement les références.
- Insérer une infobox (cadre d'informations à droite) n'est pas obligatoire pour parachever la mise en page.

Pour une aide détaillée, merci de consulter Aide:Wikification.
Si vous pensez que ces points ont été résolus, vous pouvez retirer ce bandeau et améliorer la mise en forme d'un autre article.
Pour les articles homonymes, voir Leblanc.
JP LeBlanc (né le 9 février 1985) est natif de Bathurst, Nouveau-Brunswick, Canada. Il est un chanteur, auteur-compositeur, guitariste et interprète,.

## Biographie
Il a été baptisé bébé « Stevie Ray Vaughn » par ses fans. Il est connu pour ses paroles en anglais et en français.
Il joue de la guitare depuis l'âge de 11 ans. Son père lui a dit que s'il voulait vraiment apprendre à bien jouer, il devait écouter le Blues d'où provient les racines de la bonne guitare. JP était hésitant au début, disant qu'il ne voulait pas jouer de la musique « pour vieux » mais il a donné une chance à la suggestion de son père et s'est vite rendu compte que des musiciens comme Stevie Ray Vaughn, Eric Clapton, BB King et Robert Johnson pouvaient vraiment jouer de la guitare. Dès ce moment, il était accro au blues.
Moins d'un an après avoir appris la guitare, il joue dans des concerts locaux en plein air et à 14 ans, il joue avec des groupes comme Joe Murphy and the Water Street Blues Band et Andy Cottle and Double Cross. À  15 ans, il joue au Carleton Maximum Blues Festival (Carleton, QC) et au Harvest Jazz and Blues Festival (Fredericton, NB) avec le Georgette Frye Band.
Il adore également chanter et écrire des chansons. En janvier 2001, à quelques semaines de son 16e anniversaire, il sort son premier album (demo) Just the Beginning,  dans lequel il a écrit la musique et les paroles. Il en est aussi le chanteur et guitariste principale. Une rencontre avec BB King au printemps 2002 a inspiré JP à écrire de nombreuses autres chansons qui ont mené à l'achèvement de son premier album complet, Take me Back, en janvier 2003. Enregistré au studio H de la CBC, à Halifax (NE), sous la production et la direction de Karl Falkenham et Glen Meisner, JP est accompagné de plusieurs artistes de blues bien connus dont Joe Murphy, John Porco Theodore, Dave Burton, Greg Fish Fancy et Dave Dog MacKay. L'album a été lancé officiellement le 15 février 2003, lors d'une émission radio nationale d'une heure en direct de CBC, DNTO (Definitely not the opera).
En janvier 2006, il termine son deuxième album complet, un DC de Blues Français sous la direction de Marc Beaulieu, producteur francophone de renom de Montréal. Il étudie à l'université pendant l'enregistrement de cet album. L'album, intitulé Le Blues m'emporte a été lancé le 15 mai 2006. Neuf des douze chansons ont été écrites par JP. Zachary Richard, artiste renommé de la Louisiane, a écrit les paroles de deux des chansons. Ce partenariat est né à la suite d'une émission télévisée de TV5 intitulée Cœur Batailleur dans laquelle Zachary, en tant qu'animateur, a interviewé JP sur sa vie d'artiste acadien. Un autre artiste de la Louisiane, Bruce Daigrepont, a fourni une chanson pour l'album. 
En mars 2021, JP débute le travail pour un nouvel album, son premier en 15 ans. Le lancement de ce nouvel album, intitulé Late all day, est prévu pour l'automne 2021. Le premier extrait à être lancé s'intitule Mama I'm tired. JP est encore une fois accompagné de son mentor, Joe Murphy, sur l'harmonica. Ce nouvel album fut enregistré au Sand Reed Studio (Petit-Rocher, NB, Canada) et Michael Reid Studio (Halifax, NS, Canada).   

## Discographie
- Just the Beginning, CD demo, Ferguson Audio Productions (2001)
- Take Me Back, CBC Studio H (2003)
- Le Blues m’emporte, DC Productions (2006)
- Late all day, Distribution Amplitude (2021)